# Bataille de Camulodunum
Conquête romaine de la Bretagne
Batailles
- Expédition de Jules César en Bretagne (55-54 av. J.C.)
- Bataille de Medway (43)
- Bataille de Camulodunum (60 ou 61)
- Bataille de Watling Street (60 ou 61)
- Bataille du Mont Graupius (83 ou 84)

La bataille de Camulodunum, également connue sous le nom du Massacre de la Neuvième Légion, est une bataille qui s'est déroulée en 60 ou 61 durant la révolte de Boadicée contre l'occupation romaine de la Grande-Bretagne.   
Elle opposa une armée celte regroupant les Icènes et leurs alliés à une armée romaine commandée par le légat Quintus Petillius Cerialis.  
Alors qu'ils tentent de secourir les colons romains assiégés à Camulodunum (actuelle Colchester), les légionnaires romains de la Legio IX Hispana dirigés par Quintus Petillius Cerialis, sont attaqués par une coalition de tribus britonniques, dirigée par la reine Boadicée.  
La bataille se solde par une victoire des insurgés celtes et la destruction d'une grande partie de la Legio IX Hispana. Près de 80 % des soldats romains sont tués au cours du combat. Cette bataille est mentionnée dans les Annales de l'historien Tacite. 

## Contexte
En 60 ou 61 après J.C., les tribus celtes du sud-est de l'actuelle Grande-Bretagne se soulèvent contre les Romains. Elles sont emmenées par Boadicée, reine des Icènes, qui a pris la tête de la révolte. Aux Icènes se sont joints des Trinovantes. Tandis que le gouverneur Caius Suetonius Paulinus se trouve au pays de Galles, les insurgés se dirigent vers Camulodunum, une importante colonie romaine où des vétérans romains se sont installés. L'historien romain Tacite rapporte que la ville est mal défendue, ce qui fut confirmé par les fouilles archéologiques qui ont montré que les anciennes fortifications militaires de la ville avaient été démantelées à cette époque. Affolés, les colons romains appellent à l'aide le promagistrat Catus Decianus, qui ne peut leur envoyer que deux cents auxiliaires. Largement inférieurs en nombre, les Romains sont submergés par les Celtes, la ville de Camulodunum est brûlée et le temple, où les derniers défenseurs romains se sont réfugiés, tombe après deux jours de siège. Les défenseurs sont ensuite massacrés.

## Bataille
Pendant ce temps, Quintus Petillius Cerialis et la Neuvième Légion font route vers Camulodunum, espérant arriver à temps pour forcer les rebelles à lever le siège. Il est cependant peu probable que toute la légion (environ 5 000 hommes) ait été impliquée dans la bataille. Des détachements de la légion étaient en effet répartis sur un réseau de petits forts. C'est pourquoi Cerialis n'a probablement pu faire appel qu'à la première cohorte (peut-être deux), à l'infanterie auxiliaire et à une unité de quelque 500 cavaliers, soit un total de 2 500 hommes selon toute vraisemblance. Afin d'atteindre Camulodunum, les légionnaires romains seraient partis de la base de Lindum Colonia (Lincoln). Ils auraient ensuite emprunté la route romaine menant à Camulodunum depuis Durovigtum (Godmanchester, Cambridgeshire), une marche d'environ 75 miles qui aurait pris trois jours. 
Cerialis et ses hommes arrivent cependant trop tard pour secourir la colonie. Les tribus britanniques ont en effet rassemblé une force considérable. Alors que la Neuvième Légion approche de Camulodunum, les rebelles passent à l'attaque. Inférieurs en nombre, les légionnaires romains sont submergés et mis en déroute. Tacite indique dans ses écrits que toute leur force d'infanterie a été anéantie ce jour-là. Seuls Cerialis et sa cavalerie ont pu s'échapper et rejoindre un camp fortifié. George Patrick Welch indique que « Lors du contact initial et des actions d'arrière-garde qui ont suivi, Cerialis a perdu environ 2 000 hommes, soit le tiers de ses effectifs d'infanterie ». 
Malgré l'importance de l'événement, les détails de la bataille sont mal connus. Le lieu même de la bataille est l'objet de débat. Elle pourrait avoir eu lieu vers le village de Great Wratting, dans le Suffolk, ou vers Sturmer, dans l'Essex, à environ 5 km.

## Conséquences
Les survivants romains se barricadent à l'intérieur d'un fort à proximité de Camulodunum jusqu'à l'arrivée de l'armée romaine commandée par Suetonius Paulinus, après la victoire décisive de ce dernier à la bataille de Watling Street. Cerialis est ensuite rappelé à Rome. La légion, quant à elle, est renforcée par des légionnaires des provinces de Germanie. Cerialis revient ensuite comme gouverneur de la Grande-Bretagne en 71 et reprend le commandement de la neuvième légion lors de la campagne contre les Brigantes. Vers 71 apr. J.-C., ces derniers ont en effet construit une nouvelle forteresse à York (Eboracum), comme le montrent les trouvailles de vignettes de tuiles provenant du site. La neuvième légion disparaît des archives romaines après l'année 108, un fait qui a conduit à de nombreuses spéculations. 

### Sources antiques (traductions)
- Tacite, Annales, éd. par P. Wuilleumier, Les Belles Lettres, 1974-1978 (lire en ligne)

### Études modernes
- Jean-Louis Voisin, « Bouddicca, la Vercingétorix anglaise »,  L'Histoire, no 329,‎ mars 2008, p. 60-65
- Yves Letort, « Boadicée contre Rome », Tout sur l'histoire, no 24,‎ mai-juin 2018, p. 39-45